# Калькулятор Паскаля
Калькулятор Паскаля — механічний калькулятор створений у 1642 році французьким математиком, фізиком, літератором та філософом Блезом Паскалем.

## Будова
Блез Паскаль створив свій калькулятор у віці 19 років, спостерігаючи за роботою свого батька, який працював збірником податків і був змушений часто виконувати довгі і обтяжливі розрахунки. Машина Паскаля являла собою механічний пристрій у вигляді шухлядки з численними, пов'язаними один з одним зубчастою передачою, шестернями. Числа вводилися в машину за допомогою відповідного повороту набірних коліщат. На кожне з цих коліщат, що відповідали одному десятковому розряду числа, були нанесені поділки від 0 до 9. При введенні числа, коліщатка прокручувалися до відповідної цифри. Зробивши повний оберт надлишок над цифрою 9 коліщатко переносило на сусідній розряд, зсуваючи сусіднє коліщатко на 1 позицію. Перші варіанти «Паскаліни» мали п'ять зубчастих коліс, пізніше їх кількість збільшилася до шести або навіть восьми, що дозволяло працювати з великими числами, аж до 9999999.
Відповідь з'являлася у верхній частині металевого корпусу. Обертання коліщат було можливе лише в одному напрямку, виключаючи можливість безпосереднього оперування від'ємними числами. Тим не менше, машина Паскаля дозволяла виконувати не лише додавання, але й інші операції, але вимагала при цьому застосування досить незручної процедури повторення складання. Віднімання виконувалось за допомогою доповнень до дев'ятки, які для допомоги користувачу з'являлися у віконці, розміщеному над виставленим оригінальним значенням.

## Значення винаходу
Незважаючи на переваги автоматичних обчислень використання десяткової машини для фінансових розрахунків у рамках діючої в той час у Франції грошової системи було важким. Розрахунки велися в ліврах, су та деньє. У ліврі нараховувалося 20 су, в су — 12 деньє. Зрозуміло що використання десяткової системи ускладнювало і без того нелегкий процес обчислень.
Тим не менше, приблизно за 10 років Паскаль побудував близько 50 і навіть зумів продати більше десяти варіантів своєї машини. Незважаючи на загальне захоплення, машина не принесла багатства своєму творцю. Складність і висока вартість машини в поєднанні з невеликими обчислювальними здібностями служили перешкодою її широкому поширенню. Тим не менш, закладений в основу «Паскаліни» принцип пов'язаних коліс майже на три століття став основою для більшості створюваних обчислювальних пристроїв.
Машина Паскаля стала другим реально працюючим обчислювальним пристроєм після рахівника Вільгельма Шікарда (нім. Wilhelm Schickard), створеного в 1623 році.
У 1799 році перехід Франції на метричну систему, торкнувся також її грошової системи, яка стала, нарешті, десятковою. Однак, практично до початку XIX століття створення та використання обчислювальних машин залишалося невигідним. Лише в 1820 році Шарль Ксав'є Тома де Кольмар (англ. Charles Xavier Thomas de Colmar) запатентував перший механічний калькулятор, який став комерційно успішним.